# Philipp von Gehren
Philipp Hermann Ernst von Gehren (* 27. Juni 1868 in Homberg an der Efze; † 12. September 1931 in Czychen, Kreis Oletzko, Masuren) war ein deutscher Verwaltungsbeamter und Rittergutsbesitzer.

## Leben
Er wurde geboren als Sohn des kurhessischen Verwaltungsbeamten und Politikers Otto von Gehren und der Wilhelmine geb. von Gehren, einer Adoptivtochter des großherzoglich hessischen Obersten Bernhard von Gehren, die als Autorin in Erscheinung trat. Die Nichtbeanstandung der Zugehörigkeit zum Adel für den Vater und seine Nachfahren wurden durch Beschluss des Ausschusses für adelsrechtliche Fragen der deutschen Adelsverbände mit Sitz in Marburg 1977 bestätigt. Philipp von Gehren studierte Rechtswissenschaften an der Universität Leipzig und der Philipps-Universität Marburg. 1888 wurde er Mitglied des Corps Saxonia Leipzig. 1889 schloss er sich auch dem Corps Hasso-Nassovia an. Nach dem Studium trat er in den preußischen Staatsdienst. Von 1899 bis 1900 war er bei der in Regierung in Kassel und der Regierung in Potsdam. Als Regierungsassessor wurde er 1906 zum Landrat des Kreises Goldap ernannt. 1919 schied er aus dem Amt aus. Anschließend lebte er bis zu seinem Tod als Rittergutsbesitzer in Czychen, Kreis Oletzko. Von 1929 bis zu seinem Tod am 12. September 1931 war er für die DNVP Mitglied im Provinziallandtag der Provinz Ostpreußen und erster Vorsitzender des Landwirtschaftsverbandes Ostpreußen (LVO).

## Familie

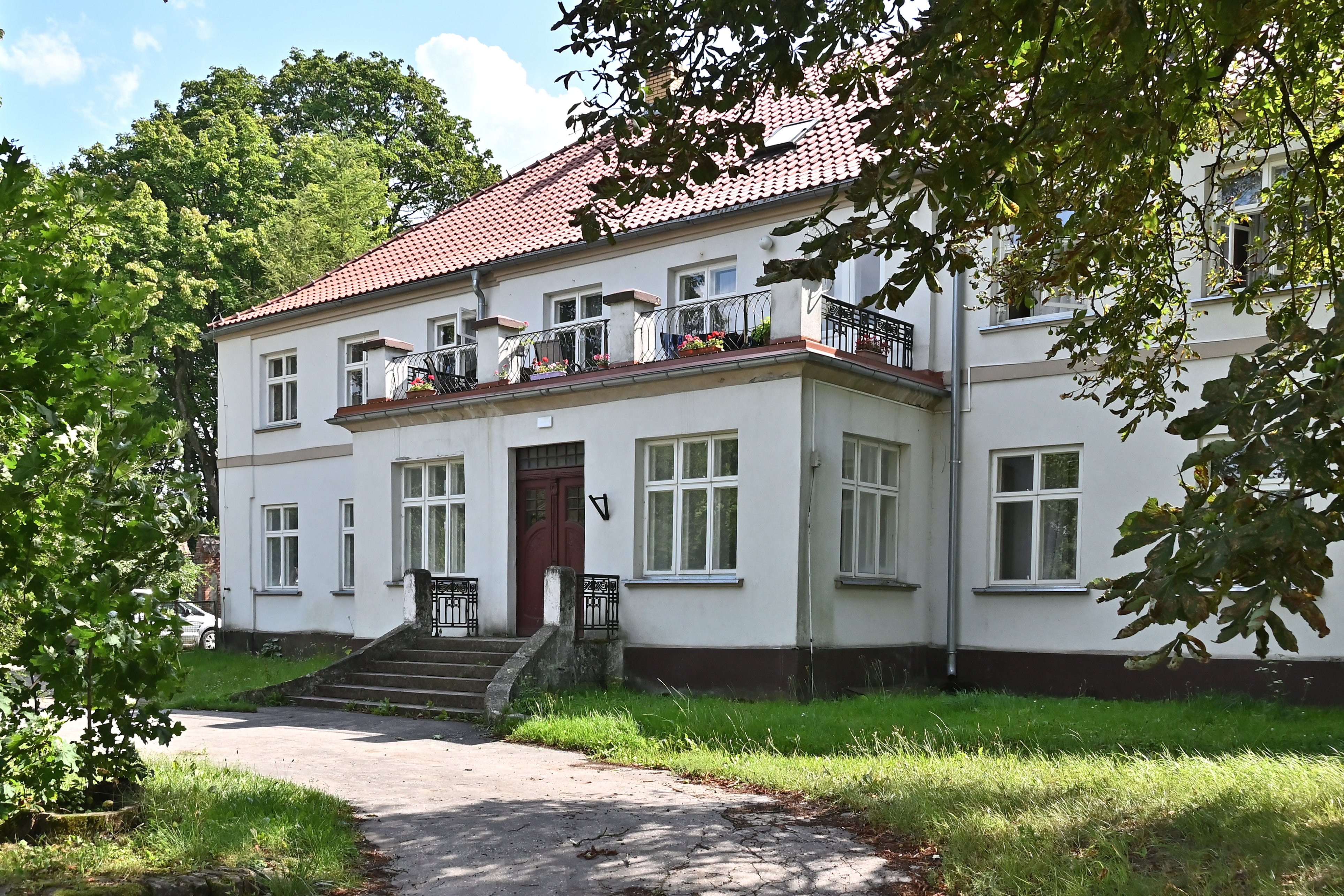
Altes Gutshaus Czychen, 1938–1945 Bolken

1914 heiratete Gehren in Goldap Frida Goege (* 6. Mai 1885 in Wilhelmshaven; † 18. Dezember 1944 in Marburg), Tochter des kgl. preuß. Regierungs- und Baurates Heinrich Goege und der Martha Wittig. Philipp und Frida von Gehren hatten zwei Kinder, den 1915 in Königsberg geborenen Sohn Reinhard, Diplom-Landwirt und Oberstleutnant a. D., und die 1917 ebenso in Königsberg geborene Tochter Anna, verheiratet mit dem Juristen Wolfram Müller-Freienfels. Wie sein Bruder Reinhard von Gehren war Philipp von Gehren Rechtsritter des Johanniterordens. Der Dirigent Christian von Gehren ist ein Urenkel. Seine Ehefrau Frida wurde die letzte Gutsbesitzerin auf Czychen. Der Enkel Martin von Gehren übernahm die Tradition des Gutsbesitzes und betreut mit seiner Ehefrau Carlotta Wehr Gut Birkholz in Sachsen-Anhalt.